# 茲比格紐·巴特曼
茲比格紐·巴特曼（波蘭語：Zbigniew Bartman；1987年5月4日—）是一位波蘭排球運動員。他也代表波蘭國家排球隊參賽，參加了2011年世界杯、2012年倫敦奧運會和2014年世錦賽的比賽，並為波蘭獲得了世錦賽金牌。